# Emberiza hortulana

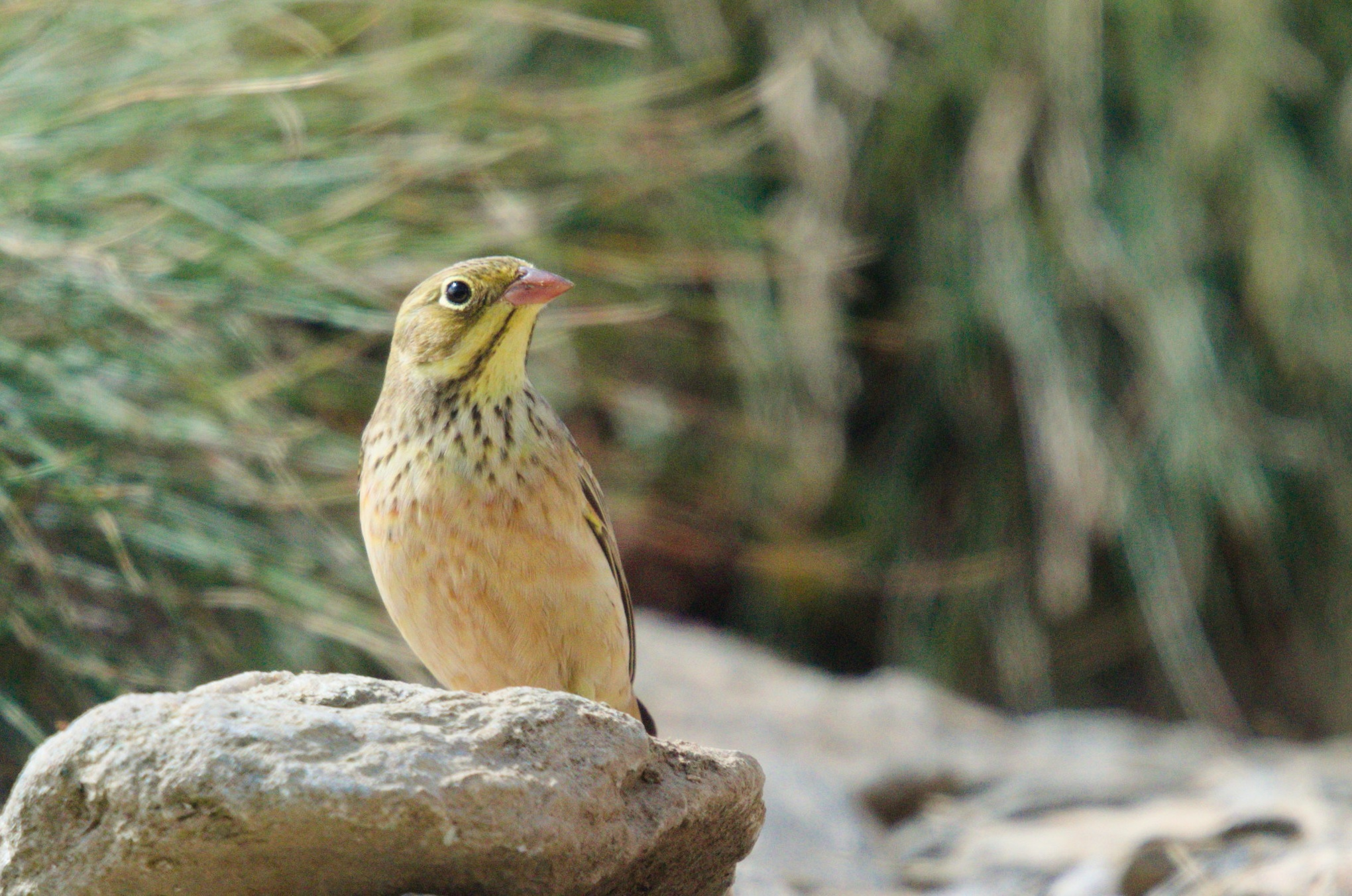
Esemplare di ortolano

L'ortolano (Emberiza hortulana Linnaeus, 1758) è un uccello della famiglia degli Emberizidi.

## Descrizione
- Dimensioni piccole, dai 15 ai 17 cm di lunghezza per un peso di circa 25 grammi.
- Le ali misurano 8,3 - 8,6 cm e ha un'apertura alare di 24 – 27 cm. Questi uccelli hanno nove penne remiganti primarie, la decima è poco sviluppata e difficilmente distinguibile dalle copritrici primarie.
- Presenta le caratteristiche tipiche di tutti gli Zigoli quali: breve becco conico (9–13 mm), coda (6,5 cm) intaccata leggermente a “V” nella parte terminale.
- Ha testa e alto petto verde oliva con gola, anello perioftalmico (anello palpebrale) e mustacchi giallastri mentre il becco è rosato.
- La parte superiore è bruna variamente sfumata con striature nerastre, il groppone e la parte della sopraccoda sono di colore bruno giallastro striato di bruno. Il timoniere, invece appare bruno nero con le piume centrali bordate di castano ed il paio esterno parzialmente marginato di bianco. La parte inferiore si distingue per un castano rossiccio e zone ascellari giallo pallido. Si distingue dagli altri Zigoli per le parti inferiori fulvo-rosate e la gola gialla.

Gli uccelli immaturi invece mancano delle tonalità verdastre; parti superiori castano rossiccio con diffuse striature bruno nerastre. Inferiormente si osservano: gola e petto bruno giallastro striato di nerastro; restanti parti inferiori bianco-sporco soffuso di rossiccio; fianchi striati. Becco bruno rosato, conico ed appuntito con “dente palatale” poco accentuato. Zampe bruno rosato, sottili e munite di unghiette alquanto ricurve.
Per quanto riguarda il dimorfismo sessuale, la femmina adulta ha le parti superiori più brunastre e scarso o nullo verde su capo. Inoltre, il verde manca anche sul collo ed alto petto, che sono striati di bruno nerastro. Parti inferiori da bruno caldo a castano rossiccio sbiadito con striature bruno nerastre.

## Biologia
L'indole dell'ortolano è prettamente tranquilla e schiva. L'uccello si manifesta solamente con il canto (del maschio) durante il periodo riproduttivo e successivamente è difficile l'individuazione in quanto si rifugia nella vegetazione. Si differenzia dagli altri Zigoli per il fatto di avere una tolleranza verso gli altri membri dei branchetti nel quale si riunisce, e verso i quali evita contese, frequenti nelle altre specie della sua famiglia.
Si adatta piuttosto bene alla cattività sebbene, nei primi tempi, il suo comportamento diventi irrequieto, fatto che non gli impedisce di mangiare moltissimo. La maggior parte degli Ortolani ingabbiati tendono ad ingrassare fortemente, indipendentemente dalle dimensioni dell'aviario che li ospita. Si è verificato che, ad eccezione dei casi in cui questo “ingrassamento” sia favorito con ogni mezzo per scopi alimentari, nei restanti gli allevatori cercavano di escogitare diete atte ad evitare l'eccessiva pinguedine dei loro ospiti.
Come per molti altri uccelli, il canto dell'Ortolano presenta varianti geografiche («dialetti») anche all'interno della popolazione di una stessa Nazione.

### Alimentazione
L'alimentazione dell'Ortolano è simile a quella delle specie alle quali era accorpato prima delle diverse opere di classificazione. Gli Zigoli, come i Cardinalini e altri, sono infatti granivori. Tuttavia, a differenza degli altri passeriformi citati, questa specie è molto più selettiva riguardo ai semi con cui si nutrono, prediligendo quelli delle piante monocotiledoni. L'uccello sguscia i semi con l'aiuto della lingua e dei muscoli mascellari. La dieta è integrata da bacche e insetti (come altri piccoli invertebrati) con i quali viene maggiormente nutrita la prole appena nata.

### Migrazione
L'ortolano è un migratore transahariano in quanto sverna nell'Africa sub-sahariana ad una latitudine compresa soprattutto tra i 5° ed i 10° N. Comincia gli spostamenti verso le regioni più calde alla fine del mese di Agosto e all'inizio di Settembre. La maggior parte degli avvistamenti di uccelli in svernamento riguardano le aree dell'Africa occidentale ed orientale. Piccole quote di uccelli svernanti sono state rinvenute anche in Arabia meridionale e l'Italia meridionale (Sicilia). Altri esemplari svernano poi nell'Asia sud-occidentale, trovandosi nel periodo riproduttivo in Asia Minore e Siberia Meridionale.
La maggior parte degli individui parte per nidificare, nel mese di Maggio ma altri arrivano nelle regioni più miti anche alla fine di Aprile. Queste regioni sono principalmente rappresentate da Europa, siberia meridionale e africa settentrionale; è degno di nota il fatto che l'Ortolano talune volte si spinga fino al circolo polare artico.
L'esodo emigratorio avviene in piccoli gruppi generalmente composti da poche unità fino a circa una decina o isolatamente, sia nelle ore crepuscolari che in quelle diurne con una netta preferenza per le prime ore del giorno; col sole cocente lo spostamento si ferma. Il viaggio verso i luoghi di svernamento viene talvolta compiuto in unione ai Prispoloni conservando però una netta distinzione specifica attraverso gruppi omogenei.
Ha un volo agile ed elaborato negli spostamenti su corte distanze; sostenuto e leggermente ondulato sui percorsi più lunghi.

### Riproduzione

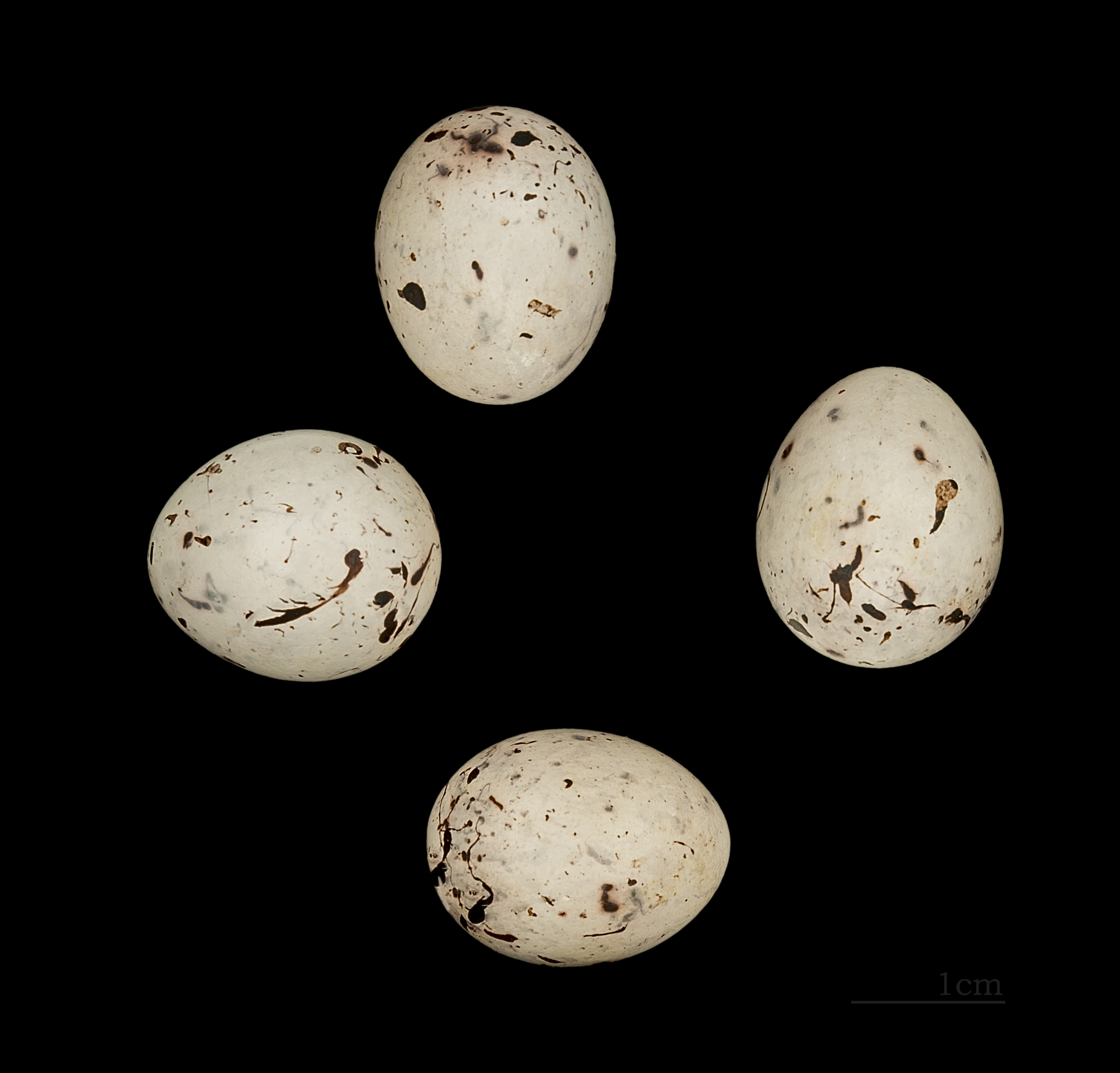
Uova di Emberiza hortulana

La migrazione dell'Ortolano avviene nel periodo di riproduzione. Esso infatti, spostatosi in Europa nella stagione calda, nidifica da Maggio a Luglio. Il nido viene costruito dalla femmina, e il maschio si limita ad osservarla e seguirla. L'ubicazione è varia, dipendendo dall'habitat scelto per riprodursi. Nel terreno spoglio, il nido viene costruito in piccole depressioni, che poi verranno ricoperte con erbe secche, mentre all'interno si trovano imbottiture di era e crini vegetali. Invece nei terreni coltivati, viene costruito ai piedi di piante che offrono riparo. L'Ortolano in ogni caso, rispetto agli zigoli (al quale è molto simile) ha una difesa più blanda del territorio, ciò rispecchia la sua natura tranquilla e pacifica.

## Distribuzione e habitat
Emberiza hortulana ricopre la ecozona paleartica, è diffusa quindi in Europa, Asia e Africa settentrionale. In Europa il suo areale va dai 66° di latitudine nord al bacino del Mediterraneo, approssimativamente è compreso nell'area interessata dall'isoterma di Luglio dei 15/30°; non è presente come nidificante, nelle Isole Britanniche, Islanda ed altre isole mediterranee, salvo rare eccezioni.
È nota come specie migratoria transahariana, ciò significa che nella stagione invernale a partire dal periodo compreso tra la fine di agosto e metà settembre si trova in Africa subsahariana e in India dove si sposta per lo svernamento. Nella stagione più calda invece si può localizzare in Europa, e nelle regioni dell'emisfero boreale isotermiche, come Africa settentrionale e Asia minore dove arriva generalmente nel mese di maggio.
In Italia si comporta da estivante, ed è anche uno svernante irregolare per quanto riguarda questa regione, dove raramente si trovano esemplari che trascorrono anche l'inverno, come si è verificato in Sicilia.
La specie si riproduce irregolarmente tra le regioni del Nord e del Centro Italia dove compare fino al Molise ed alla Campania settentrionale. Si hanno invece sporadiche e limitate presenze nelle località montane più adatte della Basilicata e Calabria occidentali.
Gli ortolani amano le pianure, anche moderatamente rocciose, e zone aperte con eventuali presenze di boschetti e tratti cespugliati.
Il suo habitat è piuttosto vasto in quanto ricopre anche i depositi alluvionali, gole, burroni e pendii ripidi.
Inoltre frequenta, le aree coltivate dall'uomo, tranne quelle caratterizzate da agricoltura intensiva. 
Predilige, dunque, ambienti caldi e asciutti e sui rilievi montuosi si stabilisce preferenzialmente nel versante meridionale. Occupa infatti una fascia altitudinale molto vasta: dal livello del mare, fino ai 2000 m s.l.m. 
Costruisce nidi e si alimenta sul terreno (talvolta preferendo il riparo della vegetazione), ma lo si trova canticchiare anche su rocce, arbusti e talvolta sulle sommità degli alberi (vedi immagine).
È in forte declino come nidificante, attualmente non a causa della pressione venatoria (uccello protetto, che comunque emigra prima dell'apertura della caccia), ma dell'intensificazione dell'agricoltura che elimina le zone incolte come boschetti e siepi; non è stata accertata, invece, la diminuzione del successo riproduttivo.
Le zone europee maggiormente interessate dalla presenza dell'Ortolano sono: Bulgaria con 10.000-10.000 esemplari, Finlandia 150.000-200.000, Francia 10.000-23.000 Grecia 20.000-30.000, Polonia 60.000-120.000 recentemente molto numeroso come nel secolo scorso (Tomialoic', 1990), Svezia 25.000-100.000 Turchia 1.000.000-10.000.000 Russia 10.000-100.000, Spagna 200.000-225.000.

## Gastronomia
Questa specie rimane, nonostante le leggi vigenti che ne vietano la cattura dal 1999, una prelibatezza gastronomica del sud-ovest della Francia, in particolare dell'Aquitania. Essi vengono catturati vivi con reti apposite, fissate durante il volo migratorio autunnale verso l'Africa; vengono quindi tenuti in piccole gabbie o scatole, coperte da un telo. Questi uccelli reagiscono all'oscurità della gabbia rimpinzandosi di grano, e vengono solitamente nutriti con semi di miglio bianco fino a raddoppiare la loro mole. Gli ortolani adeguatamente ingrassati vengono quindi annegati nell'Armagnac e successivamente in questa acquavite marinati, con l'aiuto di specifici contenitori.
Una volta terminata la marinatura, l'uccello viene arrostito e spennato. L'ortolano viene quindi mangiato intero, comprese le viscere e l'Armagnac ancora presente nei polmoni, tenendolo per la testa (o per il becco), sputando poi le ossa più grandi. Tradizionalmente i buongustai francesi usano coprirsi la testa e il viso con un tovagliolo o un fazzoletto mentre consumano l'uccello. Il motivo di questa usanza è discusso, alcuni sostengono che serva a godere al massimo degli aromi sprigionati mentre consumano tutto l'uccello in una volta, altri hanno suggerito che serva a celare l'operazione di rimozione delle ossa dalla bocca. Un terzo significato meno pratico e più spirituale vorrebbe che il fazzoletto serva a "Nascondersi dagli occhi di Dio per la vergogna di una tale disonorevole e deprecabile crudeltà".
Un tempo, l'isola di Cipro costituiva uno dei depositi principali per l'esportazione di ortolani, che venivano marinati in spezie e aceto e confezionati in botti contenenti ognuna da 300 a 400 esemplari trattati. All'inizio del XX secolo, tra le 400 e le 500 botti venivano esportate annualmente da Cipro.